# پورتو وکیو
پورتو وکیو (به فرانسوی: Porto-Vecchio) یک کمون در فرانسه است که در canton of Porto-Vecchio واقع شده‌است. پورتو وکیو ۱۶۸٫۶۵ کیلومتر مربع مساحت دارد ۴۰ متر بالاتر از سطح دریا واقع شده‌است.

## خواهرخوانده
شهر آرتساکنا خواهرخواندهٔ پورتو وکیو هست.